# Eadberht de Northúmbria
Eadberht fou rei de Northúmbria del 737 al 768. Durant el seu regnat se'n va desfer d'alguns possibles opositors fent-los assassinar i va intentar expandir el reialme avançant pel país dels pictes; mentrestant l'exèrcit de Mèrcia va atacar el seu territori, possiblement en relació als assassinats però aquesta qüestió no està del tot aclarida. Poc abans de morir va abdicar per fer-se monjo a York, on el seu germà era bisbe.

## Orígens
Eadberht va esdevenir rei de Northumbria l'any 737, quan el seu cosí Ceolwulf va abdicar per fer-se monjo a Lindisfarne, una decisió que sembla que va prendre voluntàriament.
Eadberht, fill d'Eata, era descendent d'Ida de Bernícia, però la bibliofgrafia antiga no es posa d'acord en dir de quina manera, segons la Crònica anglosaxona descendia d'Ocga, fill d'Ida, i segons la Historia Brittonum descendia d'Eadric, que també va ser un fill d'Ida. En les llistes genealògiques es diu que el seu pare es deia Eata i de cognom Glin Mawr.

## Regnat

### Afers interns
Sembla que Eadberht va haver de fer front a l'oposició de famílies rivals al llarg del seu regnat. Eardwine, probablement fill del rei Eadwulf i avi del futur rei Eardwulf, va ser assassinat el 740. El 750 Offa, fill del rei Aldfrith, el van treure del monestir de Lindisfarne on s'havia refugiat i el van matar, i el bisbe Cynewulf de Lindisfarne, que s'havia negat a col·laborar amb els assetjadors, va ser deposat del seu càrrec i arrestat a York. És evident la importància de l'estament religiós en la política de Northúmbria i la vinculació amb els diversos feus familiars. La família d'Eardwine tenia vincles amb el monestir de Ripon; Offa i Ceolwulf amb el monestir de Lindisfarne, i Hexham sembla que va donar suport als nobles que s'oposaven a la comunitat de Lindisfarne. Tanmateix, Eadberht, com a germà de l'arquebisbe de York, tenia el suport dels alts càrrecs eclesiàstics.
Durant el regnat d'Eadberht va haver la major reforma de monedes de Northúmbria. Algunes de les monedes que es van encunyar porten el nom del rei i altres la de l'arquebisbe Ecgberht. Tot indica que va ser una època de prosperitat econòmica. En una carta del papa Pau I adreçada a Eadberht i a l'arquebisbe Ecgberht, els demanava que tornessin les terres que havien pres a l'abat Fothred i donat al seu germà Moll, persona que se suposa és la mateixa que el rei Æthelwald Moll. Això fa pensar que durant el govern d'Eadberht van haver intents d'expropiar les vastes propietats que els reis anteriors havien atorgat a l'Església.

### Relació amb els països veïns
Kirby creu que es va produir una revifalla de les ambicions expansionistes que havien sorgit al segle VII.
La primera notícia que es té de l'esforç d'Eadberht per recrear l'antic domini va ser el 740, coincidint amb la mort d'Earnwine. Aquell any va esclatar una guerra entre els pictes i els northumbris. Mentrestant, el rei Æthelbald de Mèrcia, aprofitant que Eadberht estava enfeinat al nord, va arrasar les terres del sud. El motiu d'aquesta acció no està clara, però l'historiador Alex Woolf creu que va estar relacionat amb l'assassinat d'Earnwine. El pare d'Earnwine havia estat exiliat després de la seva revolta del 705–706, i podria ser que el rei dels pictes, Óengus, o Æthelbald, o tots dos, haguessin decidit situar-lo e el tron de Northúmbria.
L'any 750, Eadberht va conquerir la plana de Kyle, i el 756 va fer campanya militar juntament amb Óengus contra els britans d'Alt Clut i en van sortir reeixits. El territori d'atac, segons les fonts documentals va ser des d'Ouania fins a Niwanbirig. És clar que Ouania és l'actual Govan, però hi ha dubtes sobre on podria estar Newanbirig, ja que actualment hi ha més d'una vila anomenada Newburgh, però la més probable és Newburgh-on-Tyne, situada a prop d'Hexham. Una interpretació alternativa dels esdeveniments del 756 és que Newanbirig sigui Lichfield, del regne de Mèrcia. Si Eadberht i Óengus es van enfrontar aquí amb l'exèrcit de Mèrcia, això encaixaria amb la llegenda de la fundació del monestir de sant Andrews, en què es diu que un rei anomenat Óengus fill de Fergus va fundar aquesta església per donar gràcies a sant Andreu per salvar-lo d'una derrota a Mèrcia.

## Abdicació i descendents
Eadberht va abdicar el 758, per ingressar en el monestir que hi havia annex a la catedral de York. En la crònica de Simeó de Durham està anotada la seva mort l'any 768, també diu que el van enterrar al pòrtic de la catedral, al costat del seu germà Ecgberht, que va morir el 766.
El seu fill Oswulf el va succeir però va morir el mateix any. Llavors, el marit de la seva filla Osgifu, Alhred, va ser el rei. Altres descendents seus —Ælfwald fill d'Oswulf, i Osred fill d'Osgifu— van optar al tron a final de segle. El darrer descendent conegut d'Eadberht, és sant Alhmund, que va ser assassinat l'any 800 per ordres del rei Eardwulf i va ser considerat màrtir.